# For Those About to Rock We Salute You
For Those About To Rock é o oitavo álbum de estúdio da banda australiana de rock AC/DC, contendo 10 faixas. Foi lançado em 1981, um ano após o bem-sucedido álbum Back In Black e o primeiro álbum de hard rock a atingir o topo da Billboard 
O nome do álbum foi inspirado num livro que Angus Young leu, intitulado For Those About To Die, We Salute You, sobre os gladiadores romanos. As palavras finais dos gladiadores para o imperador, antes dos combates, era "Ave Caesar morituri te salutant" (pt: "César os que vão morrer te saúdam", en:"Caesar, we who are about to die, salute you"). O álbum foi relançado em 2003 como parte da série AC/DC Remasters. O álbum conta com clássicos da banda como Night of the Long Knives, Evil Walks, C.O.D. , Spellbound , Let's Get It Up , "I Put The Finger On You" e a tão famosa faixa título For Those About to Rock (We Salute You), faixa que desde então vem sendo o encerramento de todos os shows da banda, que destaca-se por usar canhões de verdade que disparam durante a música. O nome desta faixa acabou também sendo o lema definitivo dga banda.

## Lista de faixas
1. For Those About To Rock (We Salute You) - 5:44
2. I Put the Finger on You - 3:25
3. Let’s Get It Up - 3:54
4. Inject the Venom - 3:30
5. Snowballed - 3:23
6. Evil Walks - 4:23
7. C.O.D. - 3:19
8. Breaking the Rules - 4:23
9. Night of the Long Knives - 3:25
10. Spellbound - 4:39

## Créditos
- Brian Johnson - Voz
- Angus Young - Guitarra solo
- Malcolm Young - Guitarra ritmo, Voz secundária
- Cliff Williams - Baixo, Voz secundária
- Phil Rudd - Bateria

## Paradas musicais
| País/Parada (1981–2011)               | Melhor posição |
| ------------------------------------- | -------------- |
| Austrália (ARIA)                      | 3              |
| Áustria (Ö3 Austria Top 40)           | 7              |
| Países Baixos (Dutch Charts)          | 22             |
| Alemanha (Offizielle Deutsche Charts) | 2              |
| Nova Zelândia (RMNZ)                  | 6              |
| Noruega (VG-lista)                    | 6              |
| Suécia (Sverigetopplistan)            | 9              |
| Estados Unidos (Billboard 200)        | 1              |
| Espanha (PROMUSICAE)                  | 75             |
| Japão (Oricon)                        | 100            |
| Itália (FIMI)                         | 94             |